# 诸葛建
诸葛建（？—？），字起岑。琅邪阳都人，诸葛瑾的孙子，诸葛恪的幼子，诸葛绰和诸葛竦的弟弟。诸葛建在东吴官至步兵校尉，建兴二年（253年）诸葛建听说诸葛恪被诛杀后，与哥哥诸葛竦用车子载着母亲逃走。孙峻派骑都尉刘承追杀，在白都斩杀了诸葛竦，诸葛建得以渡过长江，希望北逃到曹魏，前行数十里，被追兵所抓捕。